# Elena Ornella Paciotti
Elena Ornella Paciotti este un politician  italian, fost membru al Parlamentului European în perioada 1999 - 2004 din partea Italiei.
Paciotti a fost, de asemenea, un judecător și magistrat la începutul anilor 80, când a fost cunoscut publicului italian ca președinte al Asociației Naționale a Magistraților